# Ormskär, Pargas
Ormskär är en ö i Finland. Den ligger i Skärgårdshavet och i kommunen Pargas i den ekonomiska regionen  Åboland i landskapet Egentliga Finland, i den sydvästra delen av landet. Ön ligger omkring 33 kilometer söder om Åbo och omkring 150 kilometer väster om Helsingfors.
Öns area är 6 hektar och dess största längd är 350 meter i nord-sydlig riktning. Ön höjer sig omkring 20 meter över havsytan.